# Joruma cingulata
Joruma cingulata är en insektsart som beskrevs av Mcatee 1926. Joruma cingulata ingår i släktet Joruma och familjen dvärgstritar. Inga underarter finns listade i Catalogue of Life.